# Okres Skarżysko
Okres Skarżysko (polsky Powiat skarżyski) je okres v polském Svatokřížském vojvodství. Rozlohu má 395,43 km² a v roce 2021 zde žilo 72 482 obyvatel. Sídlem správy okresu je město Skarżysko-Kamienna.

## Gminy
Městská:
- Skarżysko-Kamienna

Městsko-vesnická:
- Suchedniów

Vesnické:
- Bliżyn
- Łączna
- Skarżysko Kościelne

## Města
- Skarżysko-Kamienna
- Suchedniów

## Sousední okresy
| Růžice kompasu |         | Szydłowiec      |              | Růžice kompasu |
| Růžice kompasu | Końskie | Sever           | Starachowice | Růžice kompasu |
| Růžice kompasu | Końskie | Okres Skarżysko | Starachowice | Růžice kompasu |
| Růžice kompasu | Końskie | Jih             | Starachowice | Růžice kompasu |
| Růžice kompasu | Kielce  |                 |              | Růžice kompasu |